# Сельвіно
Сельвіно (італ. Selvino) — муніципалітет в Італії, у регіоні Ломбардія,  провінція Бергамо.
Сельвіно розташоване на відстані близько 490 км на північний захід від Рима, 60 км на північний схід від Мілана, 12 км на північний схід від Бергамо.
Населення — 1998 осіб (2014).
Щорічний фестиваль відбувається 4 травня. Покровитель — San Filippo.

## Демографія
Населення за роками:

Станом на 1 січня 2023 року в муніципалітеті офіційно проживало 58 іноземців з 19 країн, серед них 10 громадян країн Євросоюзу та 16 громадян України.

## Сусідні муніципалітети
- Альбіно
- Альгуа
- Ав'ятіко
- Нембро